# HUD (videogiochi)

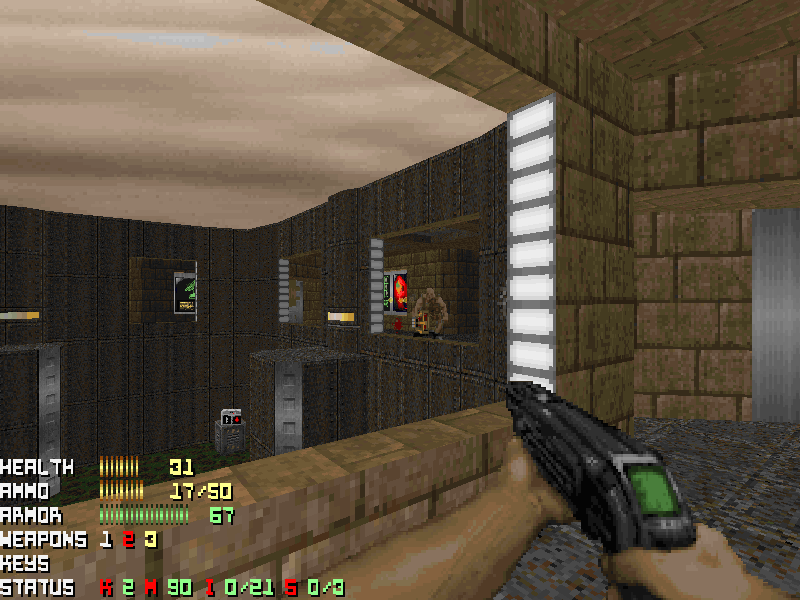
FreeDoom: l'HUD è costituito dalle scritte in basso a sinistra

HUD (heads-up display o head-up display - visore a testa alta, nome derivato dal head-up display usato in aviazione) è il termine usato nel mondo dei videogiochi per indicare le informazioni costantemente visibili durante il gioco in sovraimpressione. Tra queste possiamo trovare contemporaneamente questi esempi:
- i punti ferita del personaggio
- il numero di vite rimanenti
- le munizioni disponibili per l'arma attualmente in uso
- l'arma in uso
- il punteggio totale
- i soldi guadagnati
- qualsiasi altro oggetto dell'inventario
- altri messaggi (ad esempio degli aiuti)

Solitamente tutte queste informazioni vengono visualizzate attraverso i numeri o icone particolari. A volte, ad esempio per la vita del personaggio, vengono utilizzate barre colorate. È uso comune da parte dei programmatori introdurre effetti speciali quando il giocatore sta per morire (per un basso livello di vita), come ad esempio far lampeggiare le scritte in rosso.
I giochi di guida solitamente visualizzano la velocità e la marcia utilizzata, la posizione rispetto agli avversari e a volte anche la mappa del circuito. Questo tipo di informazioni comunque vengono visualizzate in modo da lasciare la visuale di gioco libera il più possibile, anche se alcuni giochi tendono a rendere il display parte del gioco (ad esempio i videogiochi di fantascienza, per esempio Dead Space, in cui l'HUD è interpretato come un ologramma - o informazione a schermo - che il giocatore vede come lo vedrebbe il personaggio del gioco).